# 藤下佳乃子
藤下 佳乃子（ふじした かのこ、1979年9月2日 - ）は、三重県伊勢市出身のタレント、フリーキャスター。

## 人物
皇學館高等学校中退。大学入学資格検定合格後、関西外国語大学短期大学部、近畿大学卒。主に関西地区のテレビ番組でキャスター、レポーター等として活躍。一時期、舞夢プロに所属していた。
2009年10月28日にパントマイミストの井上真鳳と結婚。
2009年12月12日放送回を最後に『Hi!横濱編集局』を卒業。
2010年1月からチェコプラハへ移住。2012年1月から沖縄在住。
2014年4月に第一子（長女）を出産。2015年6月に井上と離婚。

## 出演

### 過去

#### テレビ番組
- おはよう朝日です (朝日放送)
- ぐるっと関西おひるまえ (NHK大阪放送局)
- 土曜競馬中継 2004・2005年度アシスタント（京都放送）
- 原田伸郎のめざせパーゴルフII (サンテレビ)
- 浜村淳の大阪夢散歩 (関西テレビ)
- ホップ!ステップ!!シャンプー (朝日放送)
- ビジネスカンサイ (関西テレビ)
- サッカーの学校 (サンテレビ)
- 西播磨発!サタデー9 (サンテレビ)
- 元気アップ関西 (関西テレビ)
- ニュースな日曜日 (中部日本放送)
- Hi!横濱編集局(tvk)

#### CM
- クラシアン
- ツムラ キッチンアクアショット（2007年）
- ドリーミュージック 「ファンキーモンキーベイビーズ3」TVSPOT（2009年）
- 神戸信用金庫

### 舞台
- 劇団往来　…もう一人の君に!〜夏子〜（2006年）